# Primero el Pueblo Finlandés

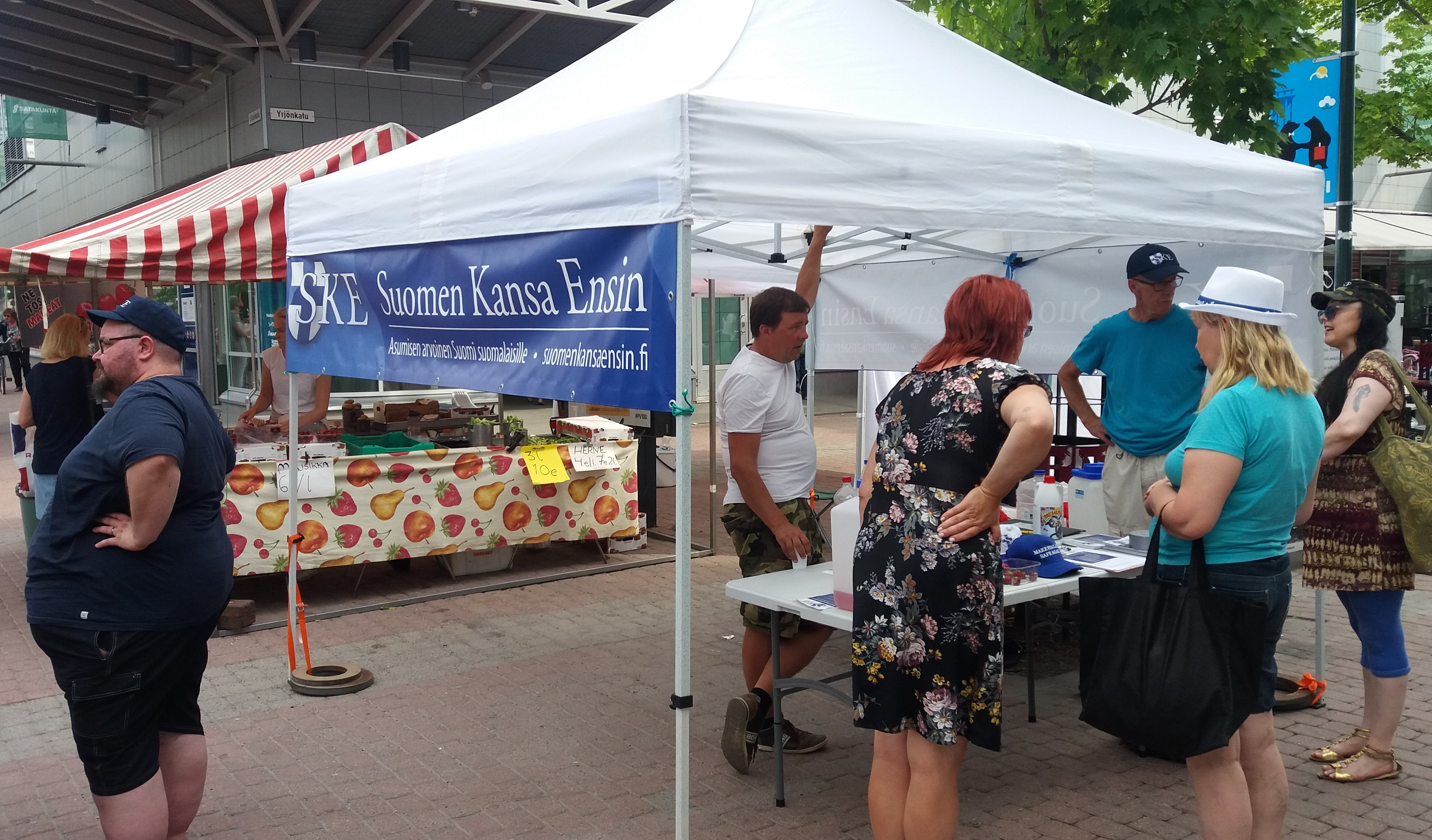
Primero el Pueblo Finlandés haciendo campaña durante el SuomiAreena.

Primero el Pueblo Finlandés (en finés: Suomen Kansa Ensin, SKE) es un partido político nacionalista en Finlandia. Fue fundado en 2018.

## Historia
Primero el Pueblo Finlandés se origina en el Suomi Ensin  ("Finlandia Primero") movimiento que organizó un campamento de protesta en el centro de Helsinki en la primavera de 2017. El movimiento fue dirigido por Marco de Wit,  un Youtuber de Tampere. El movimiento se dividió en numerosas facciones competidoras, una de las cuales evolucionó al Primero el Pueblo Finlandés, también dirigido por de Wit. Fue registrada como asociación en noviembre de 2017. La asociación había acumulado las 5.000 tarjetas de apoyo (frimas) requeridas en octubre de 2018, y fue admitido en el registro de partidos  en diciembre de ese año. Poco después, el partido cayó en una lucha interna. Se convocó una conferencia del partido para abordar el problema, pero solo dio lugar a una mayor división. La conferencia reeligió a Marco De Wit como presidente del partido, pero algunos miembros del partido impugnaron la validez de la conferencia. Otra conferencia en noviembre de 2019 también planteó divisiones dentro del partido, cuando un grupo de miembros votó un nuevo presidente para la reunión y después de que la reunión se dispersó parcialmente de las instalaciones por seguridad, el nuevo presidente en disputa decidió que la reunión continuaría en una sala vecina con gran parte de los participantes, mientras que otro presidente en disputa decidió continuar reuniéndose en las instalaciones originales con el resto de los participantes. El informe de delito se presentó después de la reunión y el juicio decidirá la junta de miembros legítima. 
Primero el Pueblo Finlandés participó en las elecciones parlamentarias de 2019. Durante la campaña, la parte mostró anuncios de campaña que la policía está investigando por "contenido criminal". No se eligieron candidatos.

## Ideología
Primero el Pueblo Finlandés es nacionalista extremo y antiinmigración. Se opone a la membresía de Finlandia en la Unión Europea y la eurozona, y aboga por el regreso a su antigua y nacional moneda, el marco finlandés. El partido se opone a la OTAN y lo que llama "inmigración perjudicial" e "islamización". El partido ha sido descrito como de extrema derecha, aunque la forma en que describe su posición en el espectro político de izquierda a derecha es ambigua. 

## Organización
Según el sitio web establecido del partido, el presidente actual es Marco De Wit y el vicepresidente Olli Juntunen. Los otros miembros de la junta son Tuukka Pensala, Mari Kosonen, Pekka Kortelainen, Siri Jutila y Pasi Kallio. Sin embargo, se ha abierto un nuevo sitio web para el partido, que ha disputado a estos miembros, y afirma que el presidente actual es Riikka Salmi. 

## Resultados electorales

### Elecciones parlamentarias
| Elección | Votos | %          | Escaños | +/– | Ref    |
| -------- | ----- | ---------- | ------- | --- | ------ |
| 2019     | 2.366 | 0,1 (#17)  | 0/200   |     | [ 12 ] |
| 2023     | 1.229 | 0,04 (#20) | 0/200   |     | [ 17 ] |